# Avontuur
Avontuur è un centro abitato sudafricano situato nella municipalità distrettuale di Eden nella provincia del Capo Occidentale.
Il nome significa, in lingua afrikaans, "avventura"; non si sa tuttavia perché sia stato scelto. Il fiume dal quale la città prende il nome è conosciuto agli europei sin dal 1778.

## Geografia fisica
Il piccolo centro abitato è situato a circa 13 chilometri a sud-est della città di Uniondale nei pressi dell'intersezione tra la R339 e la R62.